# لین برتولت
لین برتولت (به انگلیسی: Lynn Bertholet) (زاده ۱۴ ژوئیهٔ ۱۹۵۹)مدیر اجرایی بانکی و مدل سوئیسی است.
او یک زن ترنس است.